# Monomma zavattarii
Onomma zavattarii es una especie de coleóptero de la familia Monommatidae.

## Distribución geográfica
Habita en Etiopía.